# Зейд ибн Хариса
Зе́йд ибн Ха́риса аль-Кальби́ (араб. زيد بن حارثة الكلبي‎; 581, Неджд — 629, Мута) — исламский полководец, сподвижник пророка Мухаммеда, его приёмный сын и вольноотпущенник. Упоминается в Священном Коране как «Зайд» в суре аль-Ахзаб (Сонмы).

## Биография
Его полное имя: Зайд ибн Хариса ибн Шурахиль ибн Абд аль-Узза. Попав в раннем детстве в плен Зайд ибн Хариса был выкуплен Хакимом ибн Хазамом и подарен Хадидже бинт Хувайлид, а выйдя замуж за пророка Мухаммеда, Хадиджа отдала Зайда своему мужу. Зайд был вторым человеком принявших ислам, а после него это сделала его жена Умм Аймун. Зайд ибн Хариса был одним из самых любимых сподвижников пророка Мухаммада.

## Усыновление
До начала пророческой миссии, пророк Мухаммад объявил Зайда своим сыном и наследником. После усыновления его звали Зайд ибн Мухаммад, пока не был ниспослан аят Корана запрещающий давать приёмным детям имена их опекунов.

 Зовите их (приемных детей) по именам их отцов. Это более справедливо перед Аллахом. Если же вы не знаете их отцов, то они являются вашими братьями по вере и вашими близкими. Не будет на вас греха, если вы совершите ошибку, если только вы не вознамерились совершить такое в сердце. Аллах – Прощающий, Милосердный.
—  33:5 (Кулиев)

## Переселение в Таиф
Когда пророк Мухаммед отправился в Таиф вместе с Али ибн Абу Талибом, вместе с ними был и Зайд ибн Хариса. Жители Таифа не приняли их, стали притеснять и закидывать камнями. Зайд защищал пророка Мухаммеда своим телом и поранил голову.

## Женитьба на Зайнаб бинт Джахш
С усыновлением связана история женитьбы пророка Мухаммада на Зайнаб бинт Джахш, которая до этого была женой Зейда. Согласно одним источникам, причиной развода послужил тяжелый характер Зайнаб; согласно другим — Зейд узнал о том, что его приемный отец полюбил Зайнаб, а потому решил уступить ее Мухаммаду. Так или иначе, подобный брак вызвал большое смятение среди мусульман, часть из которых расценила его как кровосмешение. Было ниспослано откровение (аят), делающее различие между браками по кровному и приемному видам родства. Также, чтобы смягчить ситуацию, сам Зейд был лишен статуса приемного сына Мухаммада, взяв «отчество» своего биологического отца . Поздне

 Аллах не даровал человеку двух сердец в одном теле. Он не сделал вашими матерями тех ваших жен, которых вы объявляете запретными для себя, и не сделал ваших приемных сыновей вашими сыновьями. Это — всего лишь слова из ваших уст. Аллах же глаголет истину и наставляет на прямой путь.
—  33:4 (Кулиев)

 Вот ты сказал тому, кому Аллах оказал милость и кому ты сам оказал милость (Зейду, сыну Харисы): «Удержи свою жену при себе и побойся Аллаха». Ты скрыл в своей душе то, что Аллах сделает явным, и ты опасался людей, хотя Аллах больше заслуживает того, чтобы ты опасался Его. Когда же Зейд удовлетворил с ней своё желание (вступил с ней в половую близость или развелся с ней), Мы женили тебя на ней, чтобы верующие не испытывали никакого стеснения в отношении жен своих приемных сыновей после того, как те удовлетворят с ними своё желание. Веление Аллаха обязательно исполняется!
—  33:37 (Кулиев)

## Военная деятельность
Зайд ибн Хариса был хорошим стрелком и участвовал в сражениях при Бадре, Ухуде, Хандаке, Худайбияте, Хайбаре, Муте и других битвах. Он также был предводителем мусульманских войск в походах «Фардат», «Джамум», «Аийс», «Тараф», «Хашими», «Фазафиз» и других.

## Смерть
В 629 году (8 г. хиджры) пророк Мухаммед назначил Зайд ибн Хариса предводителем трёхтысячного войска которому предстояло встретиться с византийцами в битве при Муте. Зайд погиб во время этой битвы, неся знамя мусульман. Смерть Зайда ибн Хариса стала тяжёлой утратой для пророка Мухаммеда, который очень любил его.

## Хадисы о Зайде
- «Я вошёл в рай и встретил молодую гурию, я спросил, для кого ты? Она ответила: для Зайда ибн Хариса».
- «Вы не вините меня за то, что я люблю Зайда».
- «Клянусь Аллахом, Зайд Ибн Харис был достоин порученного ему дела и был моим любимцем среди людей».[7]